# Mundo das Trevas
Mundo das Trevas (no original World of Darkness) é o nome dado a dois universos ficcionais relacionados, mas distintos, criados como configurações de campanha para role-playing games de horror originalmente da editora estadunidense White Wolf. O primeiro foi concebido por Mark Rein-Hagen, enquanto o segundo foi projetado por várias pessoas da White Wolf Gaming Studio, que Rein-Hagen ajudou a criar.

## Definição
O Mundo das Trevas é definido a partir de dois prospectos de jogo propostos em diferentes épocas, sendo o original de 1991 também conhecido como Mundo Punk-Gótico ou "Mundo das Trevas Clássico", termo deixado de lado a partir da 3º edição de VtM, sendo um cenário baseado em um clima de destruição iminente que alcançou seu clímax em Time of Judgment em 2004. Trata-se de um cenário distópico do nosso mundo, sobre um viés sombrio, onde os medos e superstições humanas são reais e as criaturas da noite reinam. Assim, o Mundo das Trevas é o pano de fundo para as aventuras de criaturas sobrenaturais que são interpretadas pelos jogadores, tendo os universos definidos em especial por três raças sobrenaturais: vampiros, lobisomens e magos (embora exista outras entidades que também fazem parte do Mundo das Trevas, como changelings, aparições, múmias e demônios). Posteriormente, a partir de novas edições, um Novo Mundo das Trevas foi desenvolvido, tendo uma temática baseada mais em mistério e suspense. Posteriormente, os dois mundos seriam unificados quando em 2015, a Paradox Interactive comprou a White Wolf e passou denominar o novo Mundo das Trevas como "Crônicas das Trevas" ("Chronicles of Darkness") enquanto o cenário clássico passou a ser considerado como o Mundo das Trevas propriamente dito.

### Onyx Path
Em 2011, foi lançada uma edição do 20º aniversário de Vampiro: a Máscara, também chamada V20, e uma série de livros adicionais para o cWoD foram anunciados. Esses livros incluem regras de conversão entre alguns jogos cWoD e suas contrapartes nWoD, bem como material planejado, mas não publicado antes do final do cWoD, bem como material adicional para V20 e um livro do 20º aniversário baseado em  Lobisomem : O apocalipse.
Para o V20, bem como o próximo V20 Companion e o 20º Aniversário  Homem-lobo: o Apocalipse  White Wolf Publishing usou uma abordagem  Desenvolvimento aberto , onde leitores e jogadores poderiam dar feedback aos autores. Na GenCon 2012, foi anunciado que  'Onyx Path Publishing'  produzirá material para o novo e clássico World of Darkness como licenciado. Em novembro de 2012, foi anunciado pela Onyx Path Publishing que, devido ao rotundo sucesso do W20 Kickstarter, que atingiu mais de 400% de seu objetivo de fundos, um 20º Aniversário 'Mage: the Ascension' seria lançado para 2013.
No GenCon 2012, o calendário de lançamento de 2013 foi delineado, incluindo 2 novas configurações de jogos,  Momm: The Curse  e  Demon: The Descent . Onyx Path também anunciou que 2013 apresentaria um núcleo revisado da World of Darkness 1.5 Atualização de regras intitulada  The God-Machine Chronicle  (para o Novo Mundo das Trevas) e  The Strix Chronicle  (para Vampire: o Requiem).

## Adaptações para video game

### Cenário deVampiro: A Máscara
| Título                                  | Ano de lançamento | Gênero | Desenvolvedora       | Plataformas                                                                                |
| --------------------------------------- | ----------------- | ------ | -------------------- | ------------------------------------------------------------------------------------------ |
| Vampire: The Masquerade – Redemption    | 2000              | RPG    | Nihilistic Software  | Microsoft Windows e MacOS                                                                  |
| Vampire: The Masquerade – Bloodlines    | 2004              | RPG    | Troika Games         | Microsoft Windows                                                                          |
| Vampire: The Masquerade – Bloodlines II | Previsão: 2021    | RPG    | Hardsuit Labs        | Microsoft Windows, PlayStation 4, PlayStation 5, Xbox One, e Xbox Series X                 |
| Vampire: The Masquerade – Swansong      | Previsão: 2021    | RPG    | Big Bad Wolf Studios | Microsoft Windows, PlayStation 4, PlayStation 5, Xbox One, Xbox Series X e Nintendo Switch |